# Otto Rubensohn
Otto Rubensohn, né 24 novembre 1867 à Cassel, province de Hesse-Nassau, et mort le 9 août 1964 à Höchenschwand, Allemagne), est un archéologue et historien allemand.

## Biographie
La formation d'Otto Rubensohn est celle d'un philologue classique, qu'il complète à l’Université de Berlin par des études en archéologie et en histoire de l’art. En 1888, à la Kaiser-Wilhelms-Universität de Strasbourg, il soutient une thèse de doctorat en 1892, préparée sous la direction d’Adolf Michaelis : Die Mysterienheiligtümer in Eleusis und Samothrake. Il enseigne alors,  dans le secondaire, le latin, le grec, l’histoire et l’allemand.
En  1897 il est engagé, comme archéologue, auprès de l’Institut archéologique allemand d’Athènes,  sous la direction de Wilhelm Dörpfeld (1853-1940). Il fouille à l’Acropole d’Athènes, à Éleusis et à Kephissia, puis de 1898 à 1899 à Paros.  En 1901, il est en Égypte fait des fouilles dans le Fayoum (1902), à el-Achmounein (1903-1906), à Abousir el-Méleq (1902-1905) et enfin à Éléphantine (1906-1907). 
Il achète des papyrus et peut ainsi publié en 1907 le plus ancien contrat de mariage connu dans le monde grec et hellénistique. Il découvre sur le site du Kastro à Paroikia de Paros des céramiques (le catalogue contient 188 références).
De 1909 à 1915, il est le directeur de la Pelizaeus-Sammlung qui venait d’être fondée (1907) au sein du Musée Roemer de Hildesheim ; il obtient le 2 juillet 1910 le titre de professeur.
Il épouse en 1909 Frieda Oppler et de leur union naît, en 1914, une fille, Käte. 
Après sa retraite, en 1932 il publie les résultats de ses travaux archéologiques antérieurs. Mais, après le pogrom des 9 et 10 novembre 1938, il émigre en mars 1939, grâce à sa fille Käte, en Suisse et s’installe à Bâle.

## Publications
- Die Mysterienheiligtümer in Eleusis und Samothrake, Berlin, 1892, ed. R. Gaertner, 240 p.
- Elephantine-papyri (co-auteur Wilhelm Schubart et Wilhelm Spiegelberg) Berlin, 1907, 92 p.
- Delion von Paros, 1962,  Wiesbaden : F. Steiner , 196,  deutsches archäologisches Institut, 188 p.